# Del otro lado
"Del otro lado" é o quinto single trabalhado do álbum de estréia da cantora argentina Lali Espósito. Inicialmente lançado em 04 de outubro de 2013 como single promocional, e reutilizado em 07 de janeiro de 2015, produzido e composto pela mesma intérprete e sua antiga gravadora.

## Apresentações ao vivo
A primeira vez em que Lali performou Del otro lado ao vivo, foi no show inicial à sua carreira solo em 02 de setembro de 2013. O single já foi cantado ao vivo também no programa The u-mix show da Disney Channel e também no programa "Almoçando com Mirtha Legrand" na Argentina, além de estar na setlist do A Bailar Tour.

## Vídeo musical
Inicialmente, a Sony Music Entertainment criou um canal da cantora na Vevo, e no dia 07 de janeiro de 2015 lançaram um lyric deste single, e em 10 de março lançaram no mesmo canal o videoclipe.

## Prêmios e indicações
| Ano  | Premiação                  | Categoria                 | Resultado |
| ---- | -------------------------- | ------------------------- | --------- |
| 2015 | Latin Music Italian Awards | Latin Song of the Summer  | Venceu    |
| 2015 | Quiero Awards              | Melhor vídeo feminino pop | Venceu    |